# Pallavolo Molfetta 2014-2015
Questa voce raccoglie le informazioni riguardanti la Pallavolo Molfetta nelle competizioni ufficiali della stagione 2014-2015.

## Stagione
La stagione 2014-15 è per la Pallavolo Molfetta, sponsorizzata da Exprivia e Neldiritto, la seconda consecutiva in Superlega: viene cambiato sia l'allenatore, la cui scelta cade su Vincenzo Di Pinto, sia quasi tutta la formazione con le poche conferme di Francesco Del Vecchio, Aleksandar Blagojević, Alessandro Porcelli e Marco Piscopo. Tra i nuovi acquisti quelli di Elia Bossi, Davide Candellaro, Raydel Hierrezuelo, Sergio Noda, Alen Šket, Luca Spirito, Maurice Torres e Wytze Kooistra, quest'ultimo ceduto a stagione in corso, mentre tra le cessioni si segnalano quelle di Cristian Casoli, Marco Izzo, Daniele Mazzone, Giulio Sabbi, Davide Saitta e Bruno Zanuto.
Il campionato si apre con due vittorie per poi proseguire con tre sconfitte di fila: dopo il successo sul il Volley Milano al tie-break seguono altri tre stop; nelle ultime tre gare del girone di andata la squadra di Molfetta vince due partite e ne perde una, attestandosi al nono posto in classifica, non utile per accedere alla Coppa Italia. Nelle prime sei giornate del girone di ritorno, i pugliesi sono vittoriosi per cinque volte: il resto della regular season è caratterizzato da risultati altalenanti che la portano all'ottavo posto in classifica, qualificandola per la prima volta per i play-off scudetto. Nei quarti di finale la sfida è contro la Trentino Volley: dopo aver perso gara 1 in trasferta, riesce a portare gli avversarsi al quinto set nella partita in casa, per poi perderlo ed uscire dalla competizione.

## Organigramma societario
Area direttiva
- Presidente: Antonio Antonaci
- Vicepresidente: Paolo Garofoli, Ignazio Mazzola
- Segreteria generale: Danilo Lazzizzera

Area organizzativa
- Direttore sportivo: Ninni De Nicolo
- Dirigente: Leo Di Pinto, Rocco Guarino, Ignazio Mezzina, Francesco Mininni, Leonardo Scardigno

Area tecnica
- Allenatore: Vincenzo Di Pinto
- Allenatore in seconda: Giancarlo D'Amico
- Scout man: Alessandro Zappimbulso

Area comunicazione
- Ufficio stampa: Pasquale Caputi, Domenico De Stena
- Webmaster: Francesco Carlucci
- Fotografo: Vitantonio Fascilla

Area sanitaria
- Medico: Antonio De Gennaro
- Preparatore atletico: Domenico De Gennaro
- Fisioterapista: Giovanni Terlizzi
- Ortopedico: Renato Laforgia
- Massofisioterapista: Mauro Amato, Angelo Pisani

## Rosa
| N° | Nome                  | Ruolo | Data di nascita   | Nazionalità sportiva |
| -- | --------------------- | ----- | ----------------- | -------------------- |
| 1  | Tsimafei Zhukouski    | P     | 18 dicembre 1989  | Croazia              |
| 2  | Davide Candellaro     | C     | 7 giugno 1989     | Italia               |
| 3  | Sergio Noda           | S     | 23 marzo 1987     | Spagna               |
| 4  | Renan Michelucci      | C     | 3 gennaio 1994    | Brasile              |
| 5  | Alen Šket             | S     | 28 marzo 1988     | Slovenia             |
| 6  | Francesco Del Vecchio | S     | 21 aprile 1987    | Italia               |
| 7  | Luca Spirito          | P     | 30 ottobre 1993   | Italia               |
| 8  | Roberto Romiti        | L     | 27 gennaio 1983   | Italia               |
| 10 | Wytze Kooistra        | C     | 3 giugno 1982     | Paesi Bassi          |
| 11 | Leonardo Puliti       | S     | 25 settembre 1991 | Italia               |
| 12 | Elia Bossi            | C     | 15 agosto 1994    | Italia               |
| 13 | Aleksandar Blagojević | O     | 18 gennaio 1993   | Austria              |
| 14 | Raydel Hierrezuelo    | P     | 14 luglio 1987    | Cuba                 |
| 15 | Alessandro Porcelli   | L     | 3 dicembre 1995   | Italia               |
| 16 | Rolando Despaigne     | S     | 17 giugno 1987    | Cuba                 |
| 17 | Maurice Torres        | O     | 6 luglio 1991     | Stati Uniti          |
| 18 | Marco Piscopo         | C     | 18 luglio 1983    | Italia               |

## Mercato
| Acquisti | Acquisti           | Acquisti             | Acquisti   |
| R.       | Nome               | da                   | Modalità   |
| -------- | ------------------ | -------------------- | ---------- |
| C        | Elia Bossi         | Modena               | definitivo |
| C        | Davide Candellaro  | Top Volley Latina    | definitivo |
| S        | Rolando Despaigne  | -                    | definitivo |
| P        | Raydel Hierrezuelo | Ciudad Habana        | definitivo |
| C        | Wytze Kooistra     | Czarni Radom         | definitivo |
| C        | Renan Michelucci   | Vila Santista        | definitivo |
| S        | Sergio Noda        | Top Volley Latina    | definitivo |
| S        | Leonardo Puliti    | Milano               | definitivo |
| L        | Roberto Romiti     | Potentino            | definitivo |
| P        | Luca Spirito       | Libertas Brianza     | definitivo |
| S        | Alen Šket          | Modena               | definitivo |
| O        | Maurice Torres     | Capitanes de Arecibo | definitivo |
| P        | Tsimafei Zhukouski | Unterhaching         | definitivo |

| Cessioni | Cessioni            | Cessioni          | Cessioni   |
| R.       | Nome                | a                 | Modalità   |
| -------- | ------------------- | ----------------- | ---------- |
| S        | Cristian Casoli     | Potentino         | definitivo |
| O        | Iván Castellani     | Deportivo Morón   | definitivo |
| L        | Andrea Cesarini     | Callipo           | definitivo |
| S        | Rolando Despaigne   | -                 | ritirato   |
| C        | Enrico Diamantini   | Potentino         | definitivo |
| C        | Miquel Ángel Fornés | Almería           | definitivo |
| P        | Marco Izzo          | Corigliano Volley | definitivo |
| C        | Wytze Kooistra      | Olympiakos        | definitivo |
| C        | Daniele Mazzone     | Città di Castello | definitivo |
| S        | Leonardo Puliti     | Lugano            | definitivo |
| O        | Giulio Sabbi        | Lube              | definitivo |
| P        | Davide Saitta       | Spacer's Toulouse | definitivo |
| S        | Bruno Zanuto        | Callipo           | definitivo |
| P        | Tsimafei Zhukouski  | -                 | ritirato   |

## Risultati

### Superlega

#### Girone di andata
| 1ª giornata - 19 ottobre 2014 PalaDesio, Desio           | Powervolley Milano | 0 - 3 | Molfetta          | 21-25, 20-25, 19-25               |
| 2ª giornata - 26 ottobre 2014 PalaPoli, Molfetta         | Molfetta           | 3 - 1 | Città di Castello | 22-25, 25-19, 25-23, 25-21        |
| 3ª giornata - 29 ottobre 2014 PalaTrento, Trento         | Trentino           | 3 - 0 | Molfetta          | 25-18, 25-19, 25-19               |
| 4ª giornata - 2 novembre 2014 PalaPoli, Molfetta         | Molfetta           | 2 - 3 | Top Volley Latina | 8-25, 28-26, 25-23, 21-25, 8-15   |
| 5ª giornata - 9 novembre 2014 PalaFabris, Padova         | Padova             | 3 - 1 | Molfetta          | 22-25, 25-23, 25-19, 25-16        |
| 6ª giornata - 15 novembre 2014 PalaPoli, Molfetta        | Molfetta           | 3 - 2 | Milano            | 25-23, 19-25, 25-18, 23-25, 15-12 |
| 7ª giornata - 23 novembre 2014 PalaPanini, Modena        | Modena             | 3 - 0 | Molfetta          | 25-18, 25-15, 25-15               |
| 9ª giornata - 7 dicembre 2014 PalaPoli, Molfetta         | Molfetta           | 0 - 3 | BluVolley Verona  | 24-26, 14-25, 24-26               |
| 10ª giornata - 14 dicembre 2014 PalaBanca, Piacenza      | Piacenza           | 3 - 0 | Molfetta          | 25-12, 25-18, 25-21               |
| 11ª giornata - 21 dicembre 2014 PalaGalassi, Ravenna     | Porto Robur Costa  | 2 - 3 | Molfetta          | 20-25, 24-26, 25-17, 25-22, 7-15  |
| 12ª giornata - 26 dicembre 2014 PalaPoli, Molfetta       | Molfetta           | 3 - 2 | Lube              | 37-39, 25-21, 24-26, 25-19, 15-12 |
| 13ª giornata - 28 dicembre 2014 PalaEvangelisti, Perugia | Sir Safety Perugia | 3 - 1 | Molfetta          | 23-25, 25-17, 25-20, 25-20        |

#### Girone di ritorno
| 14ª giornata - 3 gennaio 2015 PalaPoli, Molfetta                   | Molfetta          | 3 - 0 | Powervolley Milano | 25-23, 28-26, 25-20               |
| 15ª giornata - 18 gennaio 2015 Palazzetto dello Sport, Sansepolcro | Città di Castello | 0 - 3 | Molfetta           | 15-25, 21-25, 30-32               |
| 16ª giornata - 25 gennaio 2015 PalaPoli, Molfetta                  | Molfetta          | 3 - 2 | Trentino           | 20-25, 25-20, 25-22, 19-25, 22-20 |
| 17ª giornata - 1º febbraio 2015 PalaBianchini, Latina              | Top Volley Latina | 3 - 0 | Molfetta           | 27-25, 25-21, 25-18               |
| 18ª giornata - 8 febbraio 2015 PalaPoli, Molfetta                  | Molfetta          | 3 - 1 | Padova             | 28-26, 26-24, 20-25, 25-22        |
| 19ª giornata - 15 febbraio 2015 Palazzetto dello Sport, Monza      | Milano            | 1 - 3 | Molfetta           | 25-21, 22-25, 19-25, 21-25        |
| 20ª giornata - 22 febbraio 2015 PalaPoli, Molfetta                 | Molfetta          | 1 - 3 | Modena             | 25-20, 21-25, 19-25, 18-25        |
| 22ª giornata - 8 marzo 2015 PalaOlimpia, Verona                    | BluVolley Verona  | 3 - 1 | Molfetta           | 25-23, 23-25, 25-14, 25-15        |
| 23ª giornata - 14 marzo 2015 PalaPoli, Molfetta                    | Molfetta          | 3 - 2 | Piacenza           | 23-25, 25-19, 21-25, 25-18, 15-13 |
| 24ª giornata - 22 marzo 2015 PalaPoli, Molfetta                    | Molfetta          | 3 - 2 | Porto Robur Costa  | 25-18, 25-22, 22-25, 21-25, 15-12 |
| 25ª giornata - 29 marzo 2015 PalaCivitanova, Civitanova Marche     | Lube              | 3 - 0 | Molfetta           | 25-16, 25-21, 25-16               |
| 26ª giornata - 5 aprile 2015 PalaPoli, Molfetta                    | Molfetta          | 2 - 3 | Sir Safety Perugia | 25-21, 25-16, 18-25, 23-25, 14-16 |

#### Play-off scudetto
| Quarti di finale (gara 1) - 15 aprile 2015 PalaTrento, Trento | Trentino | 3 - 0 | Molfetta | 25-13, 25-20, 25-20               |
| Quarti di finale (gara 2) - 19 aprile 2015 PalaPoli, Molfetta | Molfetta | 2 - 3 | Trentino | 20-25, 25-22, 15-25, 25-23, 10-15 |

## Statistiche

### Statistiche di squadra
| Competizione | Punti | In casa | In casa | In casa | In trasferta | In trasferta | In trasferta | Totale | Totale | Totale |
| Competizione | Punti | G       | V       | P       | G            | V            | P            | G      | V      | P      |
| ------------ | ----- | ------- | ------- | ------- | ------------ | ------------ | ------------ | ------ | ------ | ------ |
| Superlega    | 32    | 13      | 8       | 5       | 13           | 4            | 9            | 26     | 12     | 14     |
| Totale       | -     | 13      | 8       | 5       | 13           | 4            | 9            | 26     | 12     | 14     |

G = partite giocate; V = partite vinte; P = partite perse

### Statistiche dei giocatori
| Giocatore      | Superlega | Superlega | Superlega | Superlega | Superlega | Totale | Totale | Totale | Totale | Totale |
| Giocatore      | P         | PT        | AV        | MV        | BV        | P      | PT     | AV     | MV     | BV     |
| -------------- | --------- | --------- | --------- | --------- | --------- | ------ | ------ | ------ | ------ | ------ |
| A. Blagojević  | 20        | 27        | 23        | 2         | 2         | 20     | 27     | 23     | 2      | 2      |
| E. Bossi       | 24        | 154       | 121       | 28        | 5         | 24     | 154    | 121    | 28     | 5      |
| D. Candellaro  | 26        | 177       | 126       | 41        | 10        | 26     | 177    | 126    | 41     | 10     |
| F. Del Vecchio | 26        | 58        | 49        | 5         | 4         | 26     | 58     | 49     | 5      | 4      |
| R. Despaigne   | 13        | 29        | 28        | 0         | 1         | 13     | 29     | 28     | 0      | 1      |
| R. Hierrezuelo | 25        | 131       | 64        | 37        | 30        | 25     | 131    | 64     | 37     | 30     |
| W. Kooistra    | 10        | 143       | 128       | 9         | 6         | 10     | 143    | 128    | 9      | 6      |
| R. Michelucci  | 0         | 0         | 0         | 0         | 0         | 0      | 0      | 0      | 0      | 0      |
| S. Noda        | 24        | 161       | 145       | 11        | 5         | 24     | 161    | 145    | 11     | 5      |
| C. Piscopo     | 16        | 68        | 43        | 20        | 5         | 16     | 68     | 43     | 20     | 5      |
| A. Porcelli    | 4         | -         | -         | -         | -         | 4      | -      | -      | -      | -      |
| L. Puliti      | 4         | 2         | 2         | 0         | 0         | 4      | 2      | 2      | 0      | 0      |
| R. Romiti      | 26        | -         | -         | -         | -         | 26     | -      | -      | -      | -      |
| A. Šket        | 26        | 350       | 289       | 20        | 41        | 26     | 350    | 289    | 20     | 41     |
| L. Spirito     | 21        | 14        | 6         | 4         | 4         | 21     | 14     | 6      | 4      | 4      |
| M. Torres      | 16        | 300       | 248       | 27        | 25        | 16     | 300    | 248    | 27     | 25     |
| T. Zhukouski   | -         | -         | -         | -         | -         | -      | -      | -      | -      | -      |

P = presenze; PT = punti totali; AV = attacchi vincenti; MV = muri vincenti; BV = battute vincenti